# Plaža Danče
Plaža Danče je jedna od najstarijih plaža u Dubrovniku.
Smještena je podno samostanskog kompleksa s crkvom sv. Marije, ispod parka Gradac, dvjestotinjak metara udaljena od Starog grada.
Plaža je stjenovita, a more je duboko i čisto i za nijansu hladnije nego drugdje.
Plaža Danče se pruža prema otvorenom moru, nije zaklonjena od valova u vjetrovitim danima kada pušu jugo i maestral, pa se ne proporučuje djeci ili slabijim i neiskusnim plivačima.

## Zanimljivosti
Plaža Danče je, uz staru gradsku luku, kolijevka dubrovačkog vaterpola i vaterpolo kluba Jug, koji je u samim početcima igrajući i trenirajući na Dančama i u staroj gradskoj luci dvadesetak puta bio prvak Jugoslavije kao i prvak Europe. Zanimljivo je da Jug nije izgubio nijedan trofej u 20-ak godina igranja vaterpola na Dančama. Tradicija vaterpola na Dančama se nastavila u amaterskom prvenstvu dubrovačkih kupališta Divljoj ligi. Najuspješnije momčadi s ovog kupališta su dvostruki osvajači Danče (1984. i 1985.), te Špilja '94 (2002. i 2011.). Osim njih, u natjecanju su tijekom godina sudjelovale i druge ekipe (Barutana, Fjaka, Turčin i Betula).
U proljeće 2008. ekipe Špilja '94 Danče i Turčin Danče su osnovali vaterpolo udrugu Danče, pod čijom se organizacijom od 2009. održava memorijalni plivački maraton "Đuro Kolić".
Jedna od zanimljivosti Danača je svakako i crkva Sv. Marije čije časne sestre zvonjavom pozdravljaju dubrovačke brodove koji prolaze podno zidina Staroga grada.
Godine 2023. njemački umjetnik Olaf Nicolai i dubrovačka umjetnica Mariana Pende postavili su u Meštrovićevom paviljonu prostorno-specifičnu izložbu Dance Deluxe kojom "komemoriraju hedonizam i društveni život" koji se na kupalištu odvija.

## Vanjske poveznice
- Službena stranica plivačke i vaterpolo udruga Danče